# Arctosa nava
Arctosa nava este o specie de păianjeni din genul Arctosa, familia Lycosidae, descrisă de Roewer, 1955.
Este endemică în Iran. Conform Catalogue of Life specia Arctosa nava nu are subspecii cunoscute.